# Museum Give
Museum Give er et statsanerkendt kulturhistorisk museum, der ligger i Give i Jylland. Museet har til formål at formidle byens og hedens historie og kultur til både lokale og besøgende. Det har tidligere heddet: Give Museum og Give-Egnens Museum, er grundlagt i 1985 og har ligget på det nuværende sted siden 1990'erne.
På museet kan man blandt andet se en samling af genstande og billeder fra området, der viser udviklingen i landbrug, håndværk og industri. Derudover har museet også en række særudstillinger og aktiviteter, der fokuserer på forskellige aspekter af historie og kultur.

## På museet er der tre grundfortællinger
Grundfortælling 1: Hedebondens gård
Midt i museet har man opbygget en gård fra. ca. 1900 med gårdsplads og staldbygning. I gården kan man få en fornemmelse af, hvordan en bondefamilie kan have levet på den tid. Der er køkken, stue og alkover alle indrettet med genstande fra gamle dage.
Grundfortælling 2: Handel & Håndværk
I denne udstilling kan man se hvordan butikkerne og håndværkerne indrettede sig i en stationsby som Give.  
Grundfortælling 3: Landsbyskolen
I et rum med gamle læremidler, genstande, pulte (no), anskuelsestavler, udstoppede dyr og meget andet, kan man opleve, hvordan det var at gå i en landsbyskole. 